# Сибирский астрономический форум
Сибирский астрономический форум (СибАстро) — ежегодное массовое мероприятие для школьников, студентов и любителей астрономии, проводимое с 2006 года Новосибирским астрономическим обществом, Большим новосибирским планетарием и Сибирским государственным университетом геосистем и технологий при поддержке АО «Новосибирский приборостроительный завод» и ряда компаний и образовательных организаций Новосибирска.
В программу форума включаются лекции приглашённых гостей (учёных, космонавтов, опытных любителей астрономии), просмотры полнокупольных астрономических фильмов, мастер-классы для школьников по наблюдательной астрономии, ночные астрономические наблюдения.
В разные годы гостями форума стали, в частности:
- летчик-космонавт СССР, дважды Герой Советского Союза Георгий Гречко[4];
- российский космонавт, Герой Российской Федерации, Герой Киргизской Республики Салижан Шарипов;
- российский космонавт, Герой Российской Федерации Андрей Борисенко;
- российский космонавт, Герой Российской Федерации Александр Лазуткин[5];
- российский космонавт, Герой Российской Федерации Юрий Усачёв[6];
- российский космонавт-испытатель Сергей Кудь-Сверчков;
- академик РАН Николай Добрецов[3];
- директор обсерватории Иркутского университета, доктор физ.-мат. наук, профессор Сергей Язев[7];
- специалист по переменным звездам, сотрудник Института астрономии РАН и ГАИШ МГУ, доктор физ.-мат. наук Николай Самусь[8];
- российский астроном, кандидат физико-математических наук Владимир Сурдин;
- российский астрофизик, доктор физико-математических наук Сергей Попов;
- российский астроном, доктор физико-математических наук Дмитрий Вибе;
- один из разработчиков программы Stellarium, сотрудник Алтайского государственного педагогического университета и Института прикладной математики РАН Александр Вольф[8];
- советский и российский археолог-востоковед, антрополог, доктор исторических наук Виталий Ларичев[5];
- инженер-конструктор, журналист и популяризатор космонавтики, член Российской академии космонавтики им. К. Э. Циолковского Александр Хохлов[9].

В рамках программы форума ежегодно за достижения в области развития любительской астрономии вручается почетный знак «Сибирская звезда» имени новосибирского астронома, впоследствии — директора обсерватории Иркутского университета Ивана Язева.
Последний по времени, XVII форум состоялся 23-25 сентября 2022 года в лагере «Юбилейный» в Бердске (Новосибирская область, Городской округ Бердск).